# Амран (мухафаза)
Амран (араб. عمران) — одна з 21 мухафази Ємену. Розташована на північному заході країни. Межує з мухафазами: Саада (на півночі), Ель-Джауф (на сході), Санаа (на південному сході), Махвіт (на півдні) і Хадджа (на заході).
Площа становить 7900 км², населення — 877 786 осіб. Середня щільність населення — 111 ос/км². Адміністративний центр — місто Амран.